# 사타구니 가격

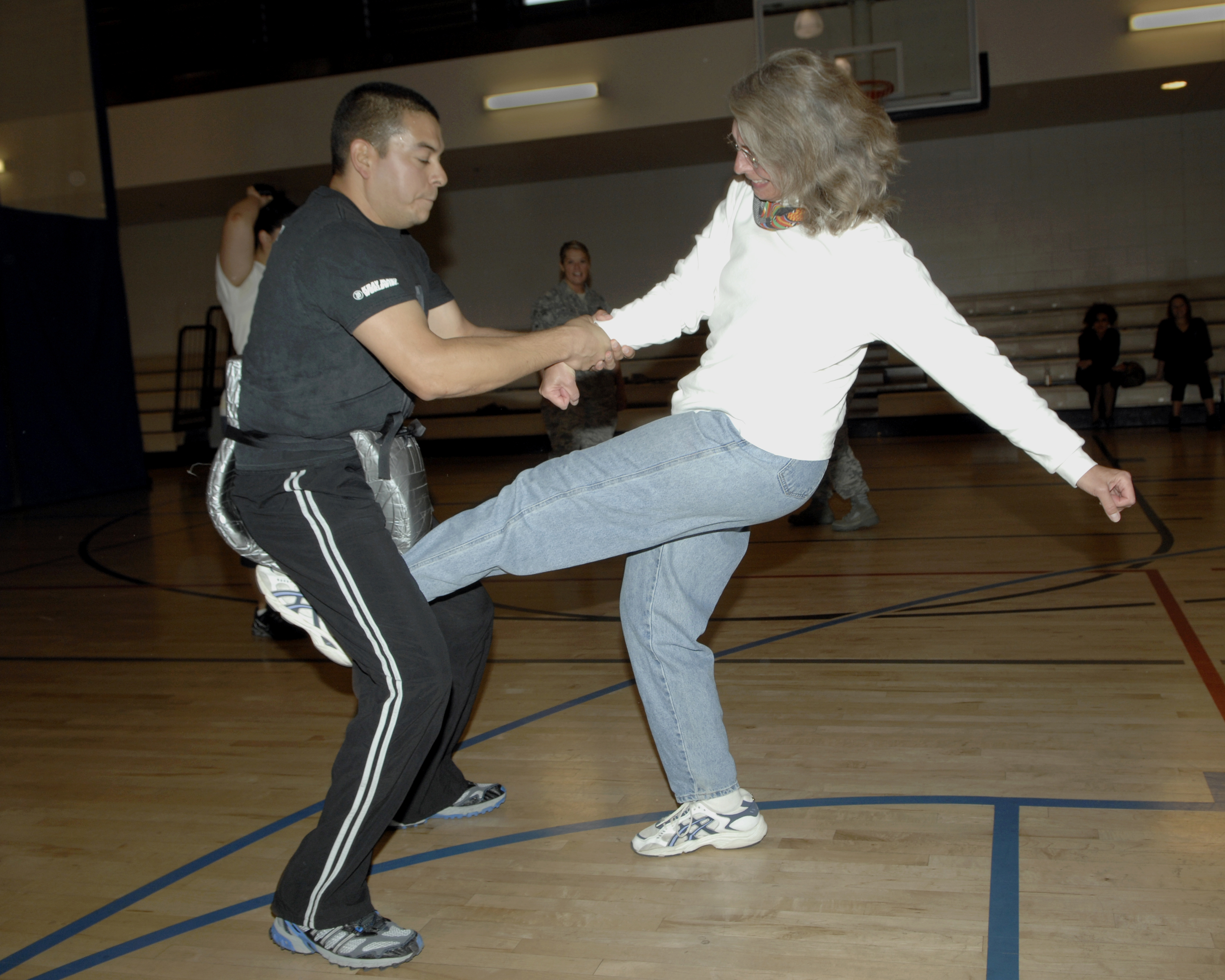

사타구니 가격은 다른 사람의 사타구니를 가격하는 것을 의미한다.

## 스포츠
스포츠에서의 사타구니 가격은 대부분 로 블로(low blow)라고 부르며, 대부분 격투 스포츠인 권투나 태권도, 킥복싱, 프로레슬링 등에서 상대방의 사타구니를 가격하는 모든 행위를 말한다.
주먹이나 발 등의 신체를 이용한 공격 이외에도 의자나 다른 기구 등을 이용한 공격도 볼 수 있다. 대부분 반칙으로 지정되어 있으므로 심판이 본다면 바로 실격이 선언되지만, 이것을 이용하여 경기 중 심판을 속이는 경우도 존재한다.

## 같이 보기
- 반칙
- 도핑